# Стаффорд, Ричард (сенешаль Гаскони)
Ричард Стаффорд (англ. Richard Stafford; 1302 — 1380) — английский рыцарь, сенешаль Гаскони в 1361—1362 годах, барон Клифтон (по праву жены) в 1362 году, английский военачальник во время Столетней войны, второй сын Эдмунда Стаффорда, 1-го барона Стаффорда, и Маргарет Бассет.

## Биография
Ральф родился в 1302 году, вероятно в родовом замке Стаффорд. В шестилетнем возрасте он лишился отца. Мать Ральфа, Маргарет Бассет, после смерти мужа вышла вторично замуж — за Томаса де Пайпа, после чего с детьми перебралась в центральную Англию. Ричард рос в окружении родственников матери. Позже он вместе с отчимом и братьями получил опыт на королевской службе, находясь в свите дяди, Ральфа Бассета, 2-го барона Бассета из Дрейтона.
После смерти матери в 1337 году Ричард унаследовал её владение — манор Пайп.
После начала Столетней войны против Ричард принимал в ней активное участие. Он участвовал во многих походах короля Эдуарда III во Францию. При этом Фруассар в своей «Хронике» хотя и четко отделяет Ричарда от его старшего брата, барона Ральфа Стаффорда, но при этом часто путает события, в которых они участвовали.
После того, как Ральф Стаффорд в феврале 1345 года был назначен сенешалем Аквитании, Ричард отправился с ним, где принял участие в гасконской кампании в составе английской армии, которой командовал Генри Гросмонт, граф Дерби. Ричард участвовал в осаде Бержерака, командовал гарнизоном в Либорне, принимал участие в битве при Обероше.
В январе 1346 года Ричард в составе армии Генри Гросмонта участвовал в захвате города Ла-Реоль.
21 октября 1346 года Ричард принял участие в битве при Креси. После окончания битвы, выигранной англичанами, Ричард по поручению короля вместе с бароном Реджинальдом Кобемом подсчитывал число убитых.
В 1355 году Ричард в составе армии принца Уэльского Эдуарда участвовал в походе во Франции. В декабре его отправили в Англию с сообщениями королю, в 1356 году он вернулся к принцу во Францию. 19 сентября Ричард участвовал в битве при Пуатье, выигранной англичанами.
В октябре 1359 года Ричард участвовал в составе королевской армии в новой экспедиции во Францию.
После заключения мира при Бретиньи в 1360 году Ричард вместе с сэром Майлзом Стэплтоном и сэром Нилом Лорингом вошёл в состав комиссии по розыску и наказанию нарушителей перемирия.
В 1361 году Ричард был назначен сенешалем Гаскони. Этот пост он занимал до 8 июня 1362 года.
В 1366 году Ричард со своим сыном Ричардом, участвовал в посольстве к папе римскому.
Поскольку жена Ричарда, Изабель Вернон, была наследницей Клифтона, то он в 1362 году назван бароном. В 1371 году он был вызван в парламент как сэр Ричард Стаффорд ле Пьер. А его сын, Ричард, с 1379 года стал регулярно вызываться в парламент как 1-й барон Стаффорд из Клифтона.
Ричард построил новую церковь Св. Андрея в Клифтон Кэмпвилле.

## Брак и дети
В источниках присутствуют противоречивые сведения по бракам и детям Ричарда, поскольку его путают с одноимённым сыном.
1-я жена: Матильда Крэмвилл, дочь Ричарда Крэмвилла из Клифтона в Стаффордшире. Дети:
- Николас Стаффорд из Троули (1331 — 1394), шериф Стаффордшира

2-я жена: ок. 1337 Изабель де Вернон, дочь Ричарда де Вернона из Хэддона. Дети:
- Катерина Стаффорд (ок. 1338 — ?); муж: сэр Джон Эрдерн[1]
- Ричард де Стаффорд (ок. 1339 — 1381), 1-й барон Стаффорд из Клифтона с 1371[5]
- Эдмунд де Стаффорд (ум. 3 сентября 1419), 2-й барон Стаффорд из Клифтона с 1381, епископ Эксетера с 1395[6]
- Матильда (Мод) Стаффорд (ок. 1346 — ?); муж: сэр Томас Эрдерн[1]
- Томас Стаффорд (ум. 1425), 3-й барон Стаффорд из Клифтона с 1419[6]

3-я жена: Матильда Стаффорд, дочь сэра Джона Стаффорда. Детей от этого брака не было.